# Avempace
Ibn Bayyah (ابن باجة), beter bekend onder de verlatijnsde naam Avempace, was een moslimfilosoof uit Al-Andalus die de post-aristotelische filosofie verspreidde in Europa. Naast filosofie schreef hij over geneeskunde,  natuurkunde, plantkunde en astronomie. Hij schreef ook poëzie en muziek. 
Zijn volledige naam was Abu Bakr Muhammad ibn Yahya ibn al-Sa'ig ibn Bayyah (أبو بكر محمد بن يحيى بن الصايغ). Hij werd rond 1080 geboren in de hoofdstad van de Taifa Zaragoza (tegenwoordig in Spanje) en stierf vermoedelijk in 1138/1139 in Fez in hedendaags Marokko. 

## Levensloop
Hij was van eenvoudige komaf. Hij raakte bevriend met de Almoravidische gouverneur van Saragossa Ibn Tifilwit en werd aangesteld als vizier (1115-1117). Saragossa werd in 1118 veroverd door koning Alfons I van Aragón. Emir Ali ibn Yusuf verdacht alle Mozaraben van collaboratie en schreef in 1126 een decreet uit waarbij velen van hen werden gedeporteerd naar Afrika, ook Avempace. Over zijn leven in de periode tussen 1118 en 1138 is alleen bekend dat hij actief was aan het hof.

## Werken
Zijn werken omvatten bijna zeventig titels, de meesten zijn verloren gegaan. Zijn commentaren op de werken van Aristoteles  behoren tot de eerste fase en dateren uit zijn beginperiode in Zaragoza. Hij schreef verhandelingen over de Natuurkunde, de Logica, over de Ziel, de Voortplanting en het Verderf, de Geschiedenis van de Dieren en de Geschiedenis van de Planten.
Van zijn latere werken, zijn er drie het vermelden waard: Het eenzame regime, het Verdrag inzake de vereniging van het intellect met de mens en de Afscheidsbrief. Ze werden allemaal in het Spaans vertaald door de Aragonese arabist Miguel Asín y Palacios.
- Biblioteca Nacional de Chile: 000264816
- Biblioteca Nacional de España: XX979867
- Bibliothèque nationale de France: cb124381704 (data)
- Catàleg d'autoritats de noms i títols de Catalunya: 981058523444606706
- CiNii: DA08510317
- Gemeinsame Normdatei: 118859803
- International Standard Name Identifier: 0000 0001 1874 2991
- Library of Congress Control Number: n84022251
- MusicBrainz: 5cea0c60-23c8-4d17-a067-76292c478c78
- Nationale Bibliotheek van Tsjechië: xx0239346
- Nationale Bibliotheek van Israël: 987007602013005171
- Nederlandse Thesaurus van Auteursnamen: 071576584
- Istituto Centrale per il Catalogo Unico: UBOV111684
- LIBRIS: 37408
- Système universitaire de documentation: 033522936
- Trove: 788856
- Virtual International Authority File: 226034628
- WorldCat: E39PBJwd8RkT7MPqVRWWXH63Qq